# Huonia silvicola
Huonia silvicola is een libellensoort uit de familie van de korenbouten (Libellulidae), onderorde echte libellen (Anisoptera).
De wetenschappelijke naam Huonia silvicola is voor het eerst geldig gepubliceerd in 1942 door Lieftinck.